# Standardni svetilnik
Standardni svetilniki so v astronomiji vsi objekti, ki jim poznamo (ali posredno lahko ugotovimo) izsev. Iz primerjave med izsevom ter gostoto svetlobnega toka astronomskega objekta lahko določimo njegovo razdaljo.
Primer standardnih svetilnikov so supernove tipa Ia in kefeide.